# سجادة صلاة

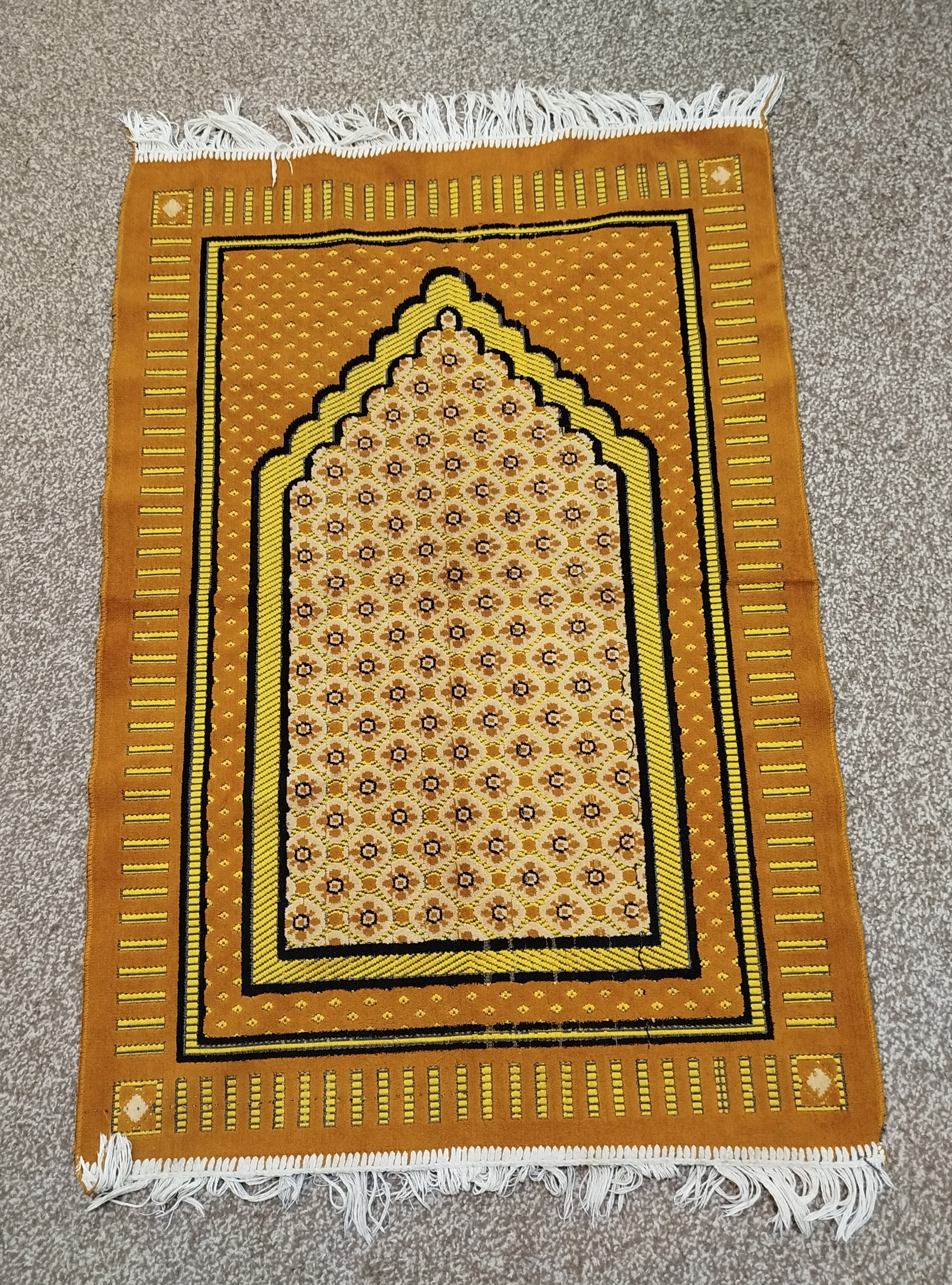
سجادة صلاة باتجاه القبلة

سجادة الصلاة حصيرة أو بساط أو زربية تسع للصلاة. وفي صحيح مسلم حديث نبوي عن رسول الله ﷺ فيه سماها الخُمرة بضم الخاء.

## جواز الصلاة على السجادة
وردت أحاديث صحيحة متعددة تبين جواز الصلاة على السجادة أو الحصيرة سواء في المسجد أو في البيت:
- رواى البخاري ومسلم عن عبد الله بن شداد قال: سمعت خالتي ميمونة بنت الحارث زوجة النبي صلى الله عليه وسلم أنها كانت تكون حائضا لا تصلي وهي مفترشة بحذاء مسجد رسول الله صلى الله عليه وسلم وهو يصلي على خمرته إذا سجد أصابني بعض ثوبه.
- رواى البخاري ومسلم عن أنس بن مالك أن جدته مليكة دعت رسول الله صلى الله عليه وسلم لطعام صنعته له فأكل منه ثم قال: قوموا فلأصل لكم، قال أنس: فقمت إلى حصير لنا قد اسودَّ من طول ما لبس فنضحته بماء، فقام رسول الله صلى الله عليه وسلم وصففتُ واليتيم وراءه، والعجوز من ورائنا، فصلّى لنا رسول الله صلى الله عليه وسلم ركعتين ثم انصرف.
- رواى البخاري عن أنس بن مالك قال: قال رجل من الأنصار: إني لا أستطيع الصلاة معك، وكان رجلاً ضخماً، فصنع للنبي صلى الله عليه وسلم طعاماً فدعاه إلى منزله فبسط له حصيراً ونضح طرف الحصير، فصلَّى عليه ركعتين، فقال رجل من آل الجارود لأنس بن مالك: أكان النبي صلى الله عليه وسلم يصلي الضحى؟ قال: ما رأيته صلاها إلا يومئذ، وفي رواية أخرى عن أنس بن مالك رضي الله عنه أن رسول الله صلى الله عليه وسلم زار أهل بيت من الأنصار فطعم عندهم طعاما فلما أراد أن يخرج أمر بمكان من البيت فنضح له على بساط فصلى عليه ودعا لهم.
- رواى البخاري عن أنس بن مالك قال كان النبي صلى الله عليه وسلم أحسن الناس خلقا وكان لي أخ يقال له أبو عمير، قال: أحسبه فطيما، وكان إذا جاء قال: يا أبا عمير ما فعل النغير؟ - نغر كان يلعب به - فربما حضر الصلاة وهو في بيتنا فيأمر بالبساط الذي تحته فيكنس وينضح ثم يقوم ونقوم خلفه فيصلي بنا.
- رواى مسلم عن جابر قال: حدثني أبو سعيد الخدري أنه دخل على النبي صلى الله عليه وسلم قال: فرأيته يصلي على حصير يسجد عليه، قال: ورأيته يصلي في ثوب واحد متوشحا به.
- رواى البخاري عن عائشة بنت أبي بكر رضي الله عنها أن النبي صلى الله عليه وسلم كان يحتجر حصيرا بالليل فيصلي عليه ويبسطه بالنهار فيجلس عليه.

## أقوال العلماء في السجادة

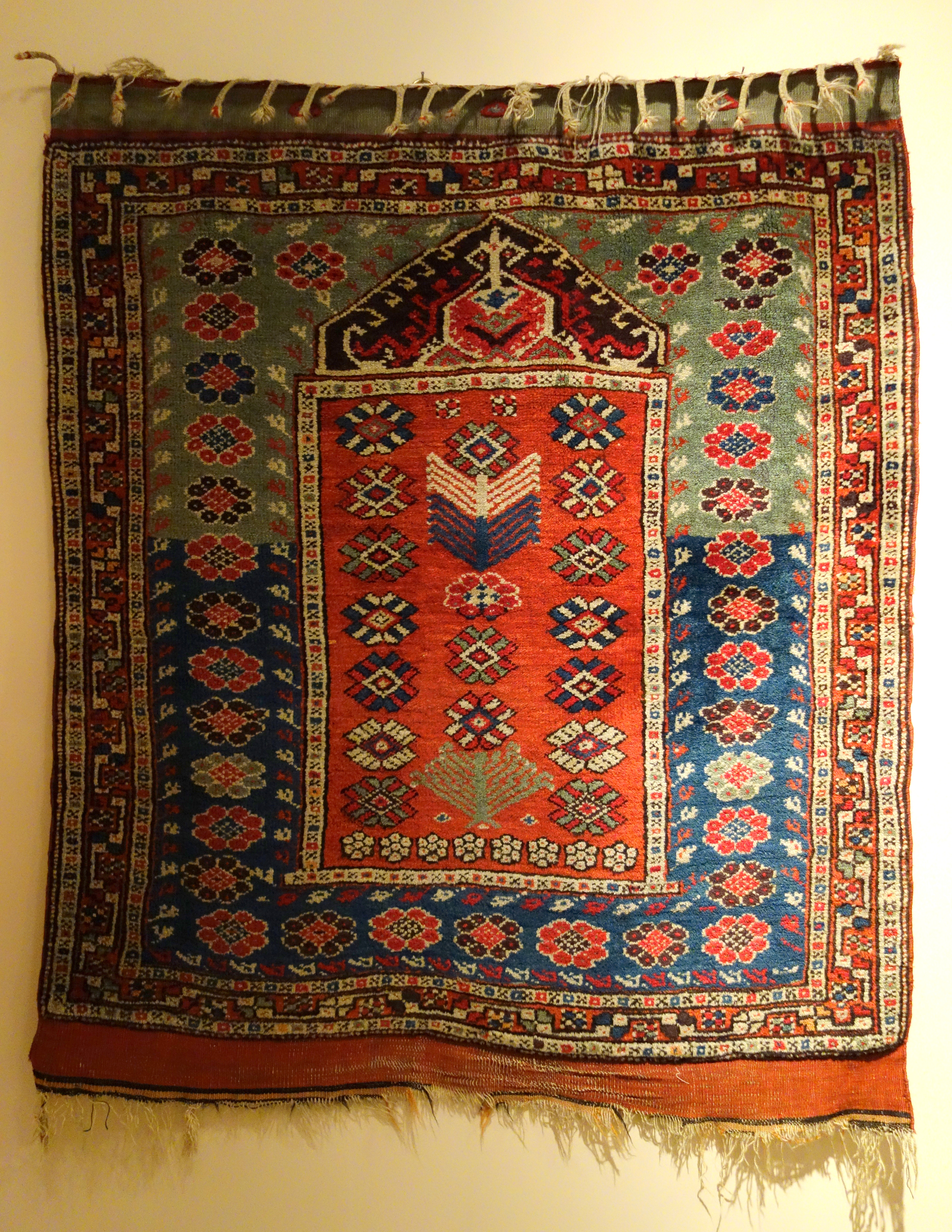
صورة لسجادة صلاة يرجع عمرها لأواخر القرن التاسع عشر

قال الحافظ ابن حجر: والخمرة بضم الخاء والمعجمة وسكون الميم قال الطبري: هو مصلى صغير يعمل من سعف النخل سميت بذلك لسترها الوجه والكفين من حر الأرض وبردها فإن كانت كبيرة سميت حصيرا وكذا قال الأزهري في تهذيبه وصاحبه أبو عبيد الهروي وجماعة بعدهم وزاد في النهاية: ولا تكون خمرة إلا في هذا المقدار قال: وسميت خمرة لأن خيوطها مستورة بسعفها وقال الخطابي: هي السجادة يسجد عليها المصلي.
وقال الحافظ ابن حجر أيضا: حديث عائشة أن النبي صلى الله عليه وسلم كان يحتجر حصيرا بالليل ويصلي عليه، فيه إشارة إلى ضعف ما أخرجه ابن أبي شيبة من طريق شريح بن هانئ أنه سأل عائشة: أكان النبي صلى الله عليه وسلم يصلي على الحصير والله يقول وجعلنا جهنم للكافرين حصيرا، فقالت: لم يكن يصلي على الحصير، ويمكن الجمع بحمل النفي على المداومة لكن يخدش فيه ما ذكره شريح من الآية.
وقال الحافظ ابن حجر في موضع اخر: قال ابن بطال: لا خلاف بين فقهاء الأمصار في جواز الصلاة عليها إلا ما روي عن عمر بن عبد العزيز أنه كان يؤتي بتراب فيوضع على الخمرة فيسجد عليه، ولعله كان يفعله على جهة المبالغة في التواضع والخشوع فلا يكون فيه مخالفة للجماعة وقد روى ابن أبي شيبة عن عروة بن الزبير أنه كان يكره الصلاة على شيء دون الأرض، وكذا روى عن غير عروة، ويحتمل أن يحمل على كراهة التنزيه والله أعلم.
قال النووي: فيه جواز الصلاة على الحصير وسائر ما تنبته الأرض وهذا مجمع عليه وما روي عن عمر بن عبد العزيز من خلاف هذا محمول على استحباب التواضع بمباشرة نفس الأرض وفيه أن الأصل في الثياب والبسط والحصر ونحوها الطهارة وأن حكم الطهارة مستمر حتى تتحقق نجاسته.
وقال النووي أيضا: قوله فرأيته يصلي على حصير يسجد فيه دليل على جواز الصلاة على شيء يحول بينه وبين الأرض من ثوب وحصير وصوف وشعر وغير ذلك وسواء نبت من الأرض أم لا وهذا مذهبنا ومذهب الجمهور، وقال القاضي رحمه الله تعالى: أما ما نبت من الأرض فلا كراهة فيه، وأما البسط واللبود وغيرها مما ليس من نبات الأرض فتصح الصلاة فيه بالإجماع لكن الأرض أفضل منه إلا لحاجة حر أو برد أو نحوهما لأن الصلاة سرها التواضع والخضوع والله عز وجل أعلم.

## منع الصلاة على السجادة
تواردت اقوال العلماء المتقدمين في منع الصلاة على السجادة في الحالات التالية:
- لمنع من الصلاة على السجاد إن كان ملونا وذا رسوم ونقوش.
- لمنع من الصلاة على السجاد للموسوسين من نجاسة الأرض أو السجاد تحتها.
- المنع من الصلاة على السجاد لمن رأى استحباب ذلك وسنيته ورأى كراهة الصلاة على غيرها، واتخذ السجادة شعارا.
- المنع لمن وضع لنفسه سجادة دون الناس وهو دال على كبر أو وسوسة.
- المنع من تخصيص الصلاة على السجاد دون غيرها من الأشياء.
- المنع من الصلاة على نوعية خاصة من البساط.
- الصلاة على الأرض للمبالغة في التواضع وكراهة الصلاة على غيرها للتنزيه.

وليس للسجاد فضل على غيره من الأرض، وللمصلي أن يصلي على ما شاء من الفرش أو الأرض إذا كان طاهرا مباحا وقد سئل شيخ الإسلام ابن تيمية عمن يبسط سجادة في الجامع ويصلي عليها هل ما فعله بدعة أم لا فأجاب: الحمد لله رب العالمين أما الصلاة على السجادة بحيث يتحرى المصلي ذلك فلم تكن هذه سنة السلف من المهاجرين والأنصار ومن بعدهم من التابعين لهم بإحسان على عهد رسول الله صلى الله عليه وسلم بل كانوا يصلون في مسجده على الأرض لا يتخذ أحدهم سجادة يختص بالصلاة عليها.
وقد عد ابن القيم في كتابه إغاثة اللهفان من مصايد الشيطان الحرص على الصلاة على السجاد من مكائد الشيطان فقال: وكذلك ترى أحدهم لا يصلي إلا على سجادة ولم يصل عليه السلام على سجادة قط ولا كانت السجادة تفرش بين يديه، بل كان يصلي على الأرض وربما سجد في الطين وكان يصلي على الحصير فيصلي على ما اتفق بسطه فإن لم يكن ثمة شيء صلى على الأرض.